# Тьярк Ернст
Тьярк Ернст (нім. Tjark Ernst, нар. 15 березня 2003, Штутгарт, Німеччина) — німецький футболіст, воротар берлінської «Герти».

## Ігрова кар'єра

### Клубна
Тьярк Ернст починав займатися футболом у клубах міста Бохум. 12 лютого 2022 року він вперше потрапив до зявки клубу «Бохум» як резервний воротар на матч чемпіонату Німеччини проти мюнхенської «Баварії».
По завершенню сезону Ернст перейшов до столичної «Герти», підписавши з клубом контракт до 2026 року. Свою першу гру на професійному рівні Ернст провів 27 травня 2023 року у матчі Бундесліги проти «Вольфсбурга». Після чого разом з клубом вилетів до Другої Бундесліги.

### Збірна
З 2018 року Тьярк Ернст захищає кольори юнацьких збірних Німеччини.

## Особисте життя
Батько Тьярка — Томас Ернст в минулому професійний футболіст, воротар ряда німецьких клубів.